# Phaonia beizhenensis
Phaonia beizhenensis är en tvåvingeart som beskrevs av Mou 1986. Phaonia beizhenensis ingår i släktet Phaonia och familjen husflugor. Inga underarter finns listade i Catalogue of Life.